# Church of St Mary the Virgin (Oxford)

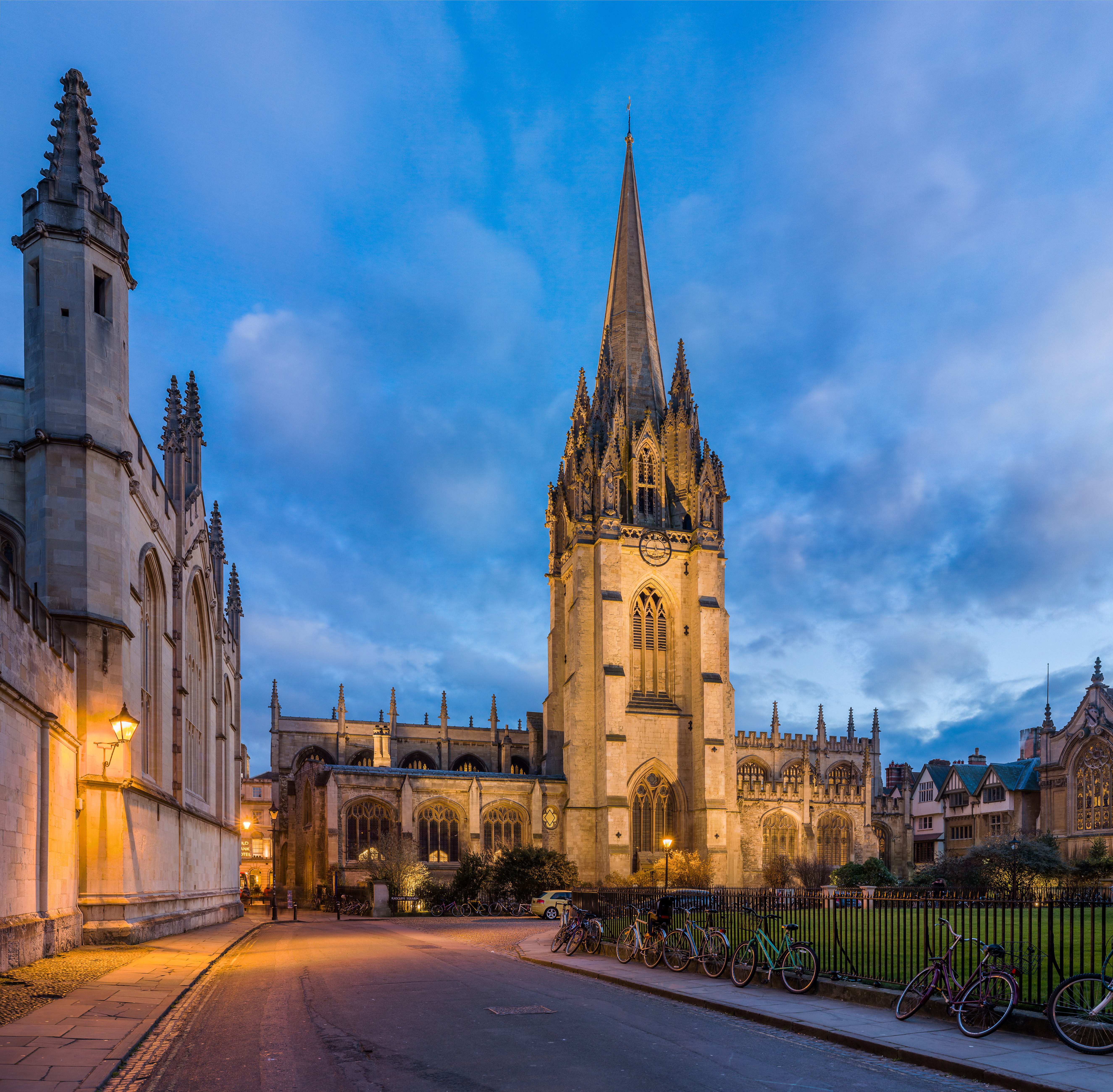
Church of St Mary the Virgin

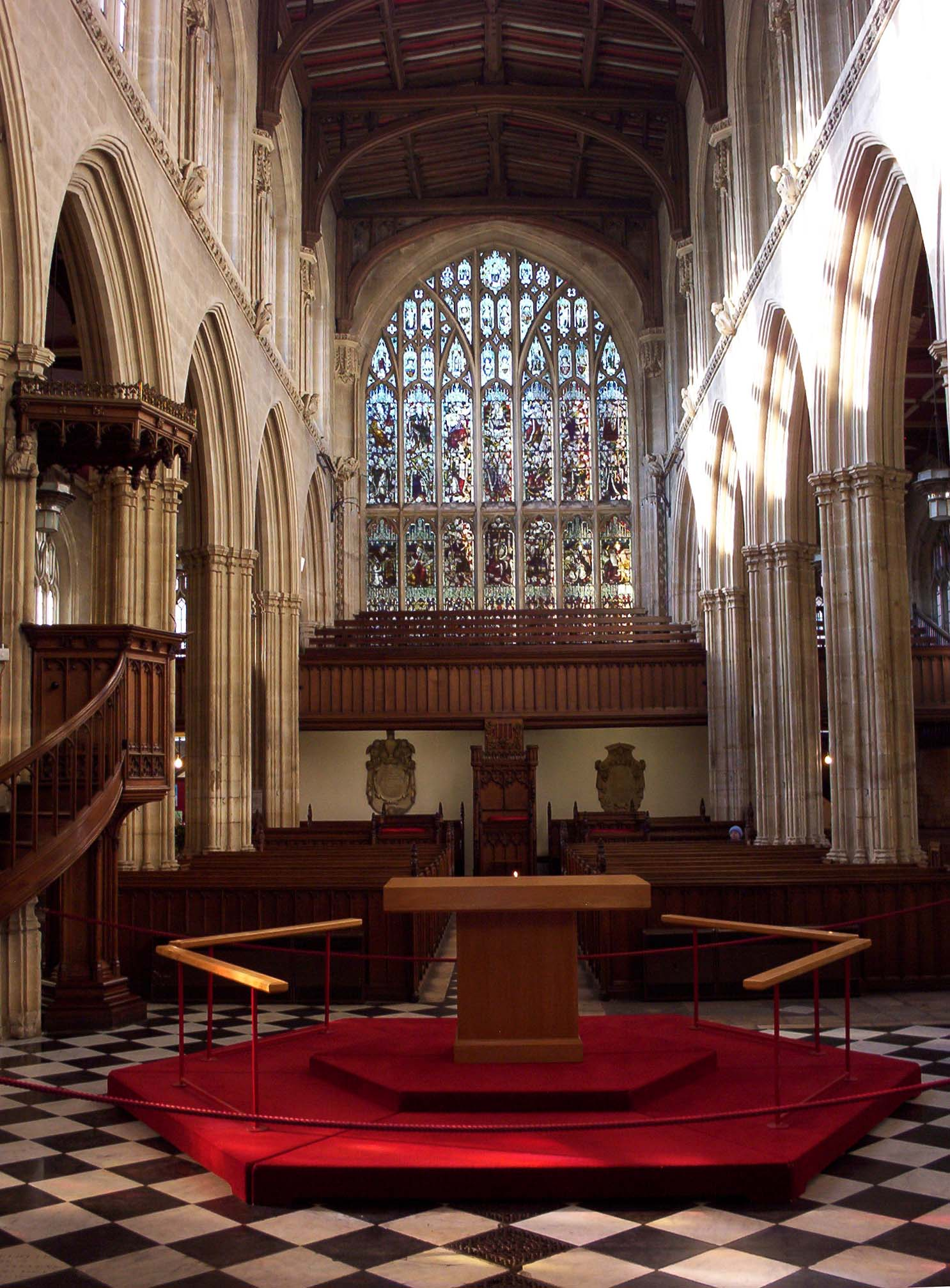
Blick in das Kirchenschiff

Die Church of St Mary the Virgin (auch University Church) ist die Universitätskirche in Oxford.

## Geschichte
Die Kirche mit dem spitzen Turm wurde 1315 an der Stelle der St Mary’s Church gebaut. Der Turm der alten Marienkirche wurde dem neuen Gebäude einverleibt.
Noch heute erinnert eine Auskehlung in einer Säule im Nordschiff der Kirche an die Stelle wo Erzbischof Cranmer 1556 sein Todesurteil entgegennahm.
Im Juni 1581 wurden 400 Exemplare der Streitschrift Decem Rationes (Verteidigung des katholischen Glaubens), die der Jesuit Edmund Campion im Untergrund verfasst hatte, vor Beginn des Gottesdienstes in St. Mary’s heimlich ausgelegt.
1637 wurde die reich verzierte Vorhalle erbaut. Über 127 Stufen gelangt man zur Aussichtsplattform, die einen Ausblick über die Stadt bietet.
In den Jahren um 1740 predigte John Wesley häufig in St. Mary’s. 1828–1842 war John Henry Newman als Universitätsprediger Pfarrer an St Mary’s.
Während des Zweiten Weltkrieges wurde hier eine lutherische Gemeinde deutscher Flüchtlinge gegründet. Bis heute wird am ersten Sonntag jedes Monats ein Gottesdienst auf Deutsch abgehalten.

## Orgel

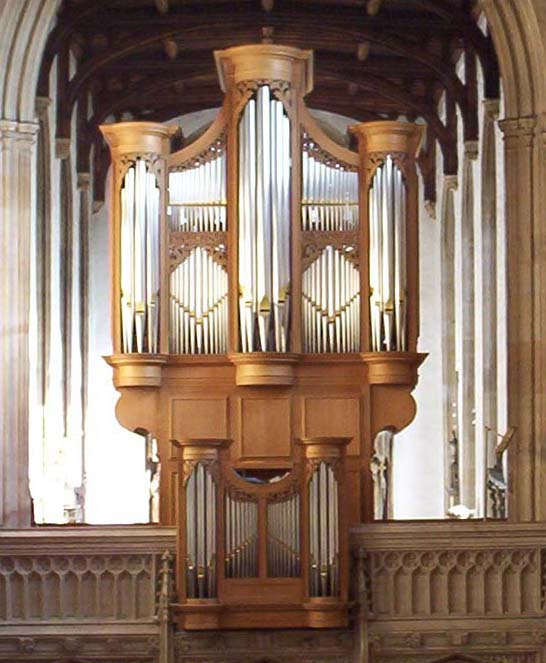
Metzler-Orgel

Die Orgel wurde 1986 von der Schweizer Orgelbaufirma Metzler erbaut. Das Instrument lehnt sich in seiner Gestaltung an die historische Orgel an, die 1676 von dem Orgelbauer Bernard Smith erbaut worden war und im Zweiten Weltkrieg zerstört wurde. Das Instrument hat 29 Register auf drei Manualen und Pedal.
| I Rückpositiv C– |           |        |
| 1.               | Gedackt   | 8′     |
| 2.               | Rohrflöte | 4′     |
| 3.               | Prinzipal | 4′     |
| 4.               | Nasard    | 2 ⁄3′  |
| 5.               | Oktave    | 2′     |
| 6.               | Terz      | 1 3⁄5′ |
| 7.               | Quint     | 1 ⁄3′  |
| 8.               | Scharff   | 1′     |
| 9.               | Dulzian   | 8′     |
|                  | Tremulant |        |

| II Hauptwerk C– |             |        |
| 10.             | Hohlflöte   | 8′     |
| 11.             | Prinzipal   | 8′     |
| 12.             | Spitzflöte  | 4′     |
| 13.             | Oktave      | 4′     |
| 14.             | Quinte      | 2 ⁄3′  |
| 15.             | Superoktave | 2′     |
| 16.             | Terz        | 1 3⁄5′ |
| 17.             | Mixtur      | 1 ⁄3′  |
| 18.             | Kornett V   | 8′     |
| 19.             | Trompete    | 8′     |

| III Brustwerk C– |                |    |
| 20.              | Rohrflöte      | 8′ |
| 21.              | Gedackte Flöte | 4′ |
| 22.              | Kornett III    |    |

| Pedal C– |           |     |
| 23.      | Subbass   | 16′ |
| 24.      | Bordun    | 8′  |
| 25.      | Oktavbass | 8′  |
| 26.      | Oktave    | 4′  |
| 27.      | Mixtur    | 2′  |
| 28.      | Posaune   | 16′ |
| 29.      | Trompete  | 8′  |

- Koppeln: I/II, I/P, II/P